# Общество Достоевского
Междунаро́дное О́бщество Достое́вского (МОД, англ. International Dostoevsky Society (IDS)) — международное научное общество (некоммерческая организация), объединяющее учёных и исследователей в области изучения жизни и творчества Ф. М. Достоевского — достоевистики.

## История
Общество было создано в 1971 году западными славистами на учредительном симпозиуме в Бад-Эмсе, Германия. Ирина Ахундова писала, что инициаторами создания МОД были эмигранты из России Дмитрий Гришин, Надин Натова, Владимир Седуро, князь Алексей Гедройц и другие. Среди членов-учредителей общества значились выдающиеся достоевисты Рейнхард Лаут (Reinhard Lauth), Ян ван дер Энг (Jan van der Eng), Доминик Арбан (Dominique Arban), Джозеф Франк, Надин Натова (Натова, Надежда Анатольевна — Nadine Natov, 1918—2005), Рудольф Нойхойзер (Rudolf Neuhäuser, Австрия) и Малкольм Джонс (Malcolm Jones, Великобритания).
С конца 80-х годов XX века в работе общества участвуют исследователи из России. Российское Общество Достоевского было создано в начале 1990-х годов и тогда же стало членом МОД. Национальным представителем от России в МОД являлся К. А. Степанян.

## Цели
Целями общества является налаживание связей и сотрудничества между исследователями творчества Ф. М. Достоевского во всем мире и организация каждые три года международных конференций посвященных русскому писателю. 

## Деятельность
Каждые три года проводятся Симпозиумы МОД — Международные Симпозиумы Достоевского (англ. International Dostoevsky Symposium):
- I 1971 — Бад-Эмс (около 60 участников из 14 стран)
- II 1974 — Санкт-Вольфганг, Австрия
- III 1977 — Копенгаген (Rungstedgård)
- IV 1980 — Бергамо
- V 1983 — Серизи-ля-Салль (Cerisy-la-Salle, Нормандия. 70 участников)
- VI 1986 — Ноттингем (80 участников, впервые учёные из СССР)[4]
- VII 1989 —  Любляна
- VIII 1992 — Осло
- IX 1995 — Гаминг
- X  1998 — Нью-Йорк
- XI 2001 — Баден-Баден
- XII 2004 — Женева
- XIII 2007 — Будапешт
- XIV 2010 — Неаполь (100 учёных из 22 стран)
- XV 2013 — Москва (142 участника из 26 стран)
- XVI 2016 — Гранада

Доклады каждого Симпозиума МОД посвящаются определённой главной теме, например:
- XIII в Будапеште — «Ф. М. Достоевский в контексте диалогического взаимодействия культур»
- XIV в Неаполе — «Достоевский — философское мышление, взгляд писателя»
- XV в Москве — «Достоевский и журнализм»

В перерывах между симпозиумами проходят международные конференции. С 1971 года Общество издаёт ведущий журнал в области достоевистики Dostoevsky Studies, статьи в котором частично публикуются на английском, немецком, русском и французском языках. С 1997 года журнал начал издаваться в «Новой серии» с обновлением порядка нумерации томов — Dostoevsky Studies. New Series. Volume 1, 1997.
Отечественные достоевисты стали постоянными участниками Симпозиумов с 1989 года. В работе некоторых Симпозиумов принимал участие правнук писателя Дмитрий Андреевич Достоевский: VIII — в Осло, IX — в Гаминге, XIV — в Неаполе.

## Президент Общества
Президент избирается на Генеральной Ассамблее МОД, которая собирается раз в 3 года одновременно с Международным Симпозиумом. Срок полномочий президента составляет 3 года и может быть продлен только один раз. Некоторые учредители МОД впоследствии избирались на пост президента, например: Рудольф Нойхойзер и Малкольм Джонс. Учёные, занимавшие пост президента Общества Достоевского, становятся его почетными президентами пожизненно. В июле 2013 года президентом общества был избран российский филолог В. Н. Захаров.
Президентами избирались:
- 1983—1986  Роберт Луис Джексон (Robert Louis Jackson)
- 1986—1989  Мишель Кадо (Michel Cadot)
- 2009—2011  Дебора Мартинсен (Deborah А. Martinsen)[7]
- 2011—2013  Дебора Мартинсен
- 2013—2016  Владимир Захаров

|                                        |                                         |
| Д. С. Лихачёв — Почётный президент МОД | В. Н. Захаров — Президент МОД 2013—2016 |

Почётным президентом может быть избран исследователь, внёсший значительный вклад в изучение творчества Достоевского или в развитие общества. В 1983 году на V Симпозиуме Г. М. Фридлендер был избран почётным президентом МОД. Впоследствии почётным президентом МОД также стал Д. С. Лихачёв.

## Региональные отделения
МОД имеет сеть региональных отделений в более чем 18 странах мира: в Австралии, Аргентине, Бразилии, Великобритании, Венгрии, Германии, Испании, Италии, Канаде, Новой Зеландии, Польше, России, Скандинавии, США, Франции, Чехии, Швейцарии, Эстонии и Японии. Региональные отделения именуются по стране пребывания, например: Немецкое общество Достоевского (нем.  Deutsche Dostojewskij-Gesellschaft (DDG)), Североамериканское общество Достоевского (англ. North American Dostoevsky Society) — в Канаде, Мексике и США. Региональные отделения избирают собственного президента.